# Kampania halicka Leszka Białego (1213–1214)
Kampania halicka Leszka Białego (1213–1214) – ekspedycja księcia krakowskiego zakończona zwycięstwem nad siłami ruskimi, choć nie doprowadziła do zdobycia miasta, a jedynie do splądrowania księstwa halicko-wołyńskiego.

## Kampania
W 1213 roku książę krakowski Leszek Biały podjął wyprawę na Halicz. Przyczyną ekspedycji mogły być roszczenia księcia Daniela Halickiego do tronu księstwa halicko-wołyńskiego. Do sił Leszka dołączyli m.in. książę Aleksander z Włodzimierza oraz Wszełowod z Bełza. W odpowiedzi bojar Władysław zgromadził swoje wojska, które stanęły do walki z oddziałami Leszka nad rzeką Bóbrką. W bitwie siły Władysława zostały całkowicie rozgromione przez Polaków. Pomimo tego zwycięstwa Leszek nie zdołał zdobyć Halicza, jednak w odwecie przeprowadził rabunkową wyprawę, plądrując księstwo halicko-wołyńskie.